# Chaussée des Prés
La chaussée des Prés est une rue du quartier d'Outremeuse à Liège en Belgique (région wallonne).  

## Histoire
La chaussée des Prés est une artère très ancienne et historique de la ville de Liège remontant sans doute au moins au XIe siècle sous le prince-évêque Réginard. Elle faisait partie intégrante de la chaussée d'Aix-la-Chapelle qui partait de la place du Marché, parcourait la rue du Pont, franchissait la Meuse par le pont des Arches, traversait l'île d'Outremeuse par la chaussée des Prés, franchissait le bief de Saucy (asséché) par le pont Saint-Nicolas (disparu), empruntait la rue Puits-en-Sock puis traversait l'Ourthe (actuellement la Dérivation) par le pont d'Amercœur avant de gravir la côte de Cornillon par le Thier de la Chartreuse vers le Pays de Herve et Aix-la-Chapelle.
Depuis le comblement du biez de Saucy en 1876 et l'agrandissement de la rue Saint-Pholien voisine, la chaussée n'est plus aujourd'hui la voie de communication importante des siècles précédents mais reste néanmoins une artère commerciale vivante d'Outremeuse.

## Odonymie
Le terme Chaussée vient de l'antique chaussée d'Aix-la-Chapelle décrite ci-dessus. Les Prés viennent de l'ancien nom d'Outremeuse : Vinâve des Prés.

## Description
Cette voirie assez étroite (largeur d'environ 10 m) en légère courbe applique un sens unique de circulation automobile dans le sens de la place Saint-Pholien vers la place de l'Yser.

## Patrimoine
On comptabilise plus d'une vingtaine d'immeubles du XVIIe siècle et du XVIIIe siècle. Il s'agit pour la plupart de maisons en briques avec baies rectangulaires jointives en pierre de taille.
Parmi ces anciennes demeures, la maison sise au no 16 datant de la fin du XVIIe siècle comporte une enseigne sculptée représentant une coupe surmontant l'inscription : A LA TASSE DARGENS. 
À gauche de cette façade, se trouve Nåssårowe, impasse vestige de l'ancienne voie nommée Petite Nassarue. Il existait aussi la Grande Nassarue située parallèlement à la Petite Nassarue, quelques mètres plus loin entre les nos 8 et 10 mais elle masquée par la porte d'entrée de la mosquée Salam.

## Voiries adjacentes
- Quai de Gaulle
- Place Saint-Pholien
- Rue Saint-Éloi
- Place de l'Yser
- Boulevard de l'Est
- Rue Pont-Saint-Nicolas
- Boulevard Saucy